# 鯨魂
『鯨魂』（くじらだましい）は、原作：牛次郎、作画：川本コオによる日本の漫画。
『週刊漫画サンデー』（実業之日本社）にて、1975年から1978年にかけて連載された。金儲けと女に人並み外れたパワーを発揮し「鯨」と称される企業家・銭貫一二三（ぜにつら・ひふみ）を描いた社会派漫画。

## 主な登場人物
銭貫一二三
主人公。キャバレーやトルコ風呂のチェーン店などを傘下に抱える企業「マリリン」を経営する企業家。ゆでたまごと知恵の輪が大好き。糖尿病で勃たない場合が多いが、勃つとデカい。原作者の牛次郎が勤務していた会社の社長がモデルとなっている。

駒子
銭貫の前妻だが、籍は抜いていない。銭貫の金で男遊びを繰り返している。

芳江
銭貫の現妻だが、籍は入れておらず、事実婚の状態にある。律子のピアノの家庭教師とデキてしまった。

幸信
銭貫と駒子の息子。大学生。駒子に似ているため、銭貫からはあまり愛されていない。

律子
銭貫と芳江の娘。幼稚園児。美人ではない上に知能的にも劣っているが、銭貫に似ており、溺愛されている。

秋子
銭貫の愛人。幸信の差し金で、暴走族に凌辱された。

城山
銭貫の秘書。銭貫にゆでたまごを額にぶつけられる。

伊集院英人
関都銀行頭取。いかにも上流階級のようなたたずまいから、銭貫はコンプレックスを感じている。

## 書誌情報
- 牛次郎（原作）・川本コオ（作画）『鯨魂』実業之日本社〈オールコミックス〉、全6巻
  1. 「怪物登場す」1976年7月20日初版発行[3]
  2. 「怪物憤怒す」1976年7月20日初版発行[4]
  3. 「怪物挑む!」1976年8月20日初版発行[5]
  4. 「怪物苦悩す」1976年8月20日初版発行[6]
  5. 「怪物暗躍す」1976年10月20日初版発行[7]
  6. 「怪物突撃す」1976年11月20日初版発行[8]
- 牛次郎（作）・川本コオ（画）『鯨魂 金権怪物・銭貫一二三伝』講談社〈KCスペシャル〉、全10巻
  1. 1985年4月初版発行[9]、ISBN 4-06-101129-4
  2. 1985年4月初版発行[10]、ISBN 4-06-101130-8
  3. 1985年5月初版発行、ISBN 4-06-101131-6
  4. 1985年5月初版発行[11]、ISBN 4-06-101132-4
  5. 1985年6月初版発行[12]、ISBN 4-06-101133-2
  6. 1985年6月初版発行[13]、ISBN 4-06-101134-0
  7. 1985年7月初版発行[14]、ISBN 4-06-101135-9
  8. 1985年7月初版発行[15]、ISBN 4-06-101136-7
  9. 1985年8月初版発行[16]、ISBN 4-06-101137-5
  10. 1985年8月初版発行[17]、ISBN 4-06-101138-3

電子書籍版はKC版を底本としている。